# Marianao (Cuba)
Marianao és un municipi de la Província de l'Havana (Cuba). Limita del sud-oest al sud-est amb el municipi de Playa, del sud-est al sud amb el municipi de Boyeros i del sud al sud-oest amb el municipi de la Lisa. Des de la seva constitució en municipi i fins a 1976 integrava també els esmentats municipis de Playa (Marianao nord) i La Lisa. Tota aquesta zona urbana estava separada pel Riu Almendares de l'antic municipi de l'Havana, capital del país.

## Fundació
Als segles xvi i xvii s'assenten en la zona de l'actual Marianao els primers colons que es van dedicar a la ramaderia primerament i posteriorment a l'activitat sucrera característica de la resta de l'illa.
A principis del segle xviii l'ajuntament de l'Havana atorga al prevere Francisco Zayas Bazán uns terrenys com a tres llegües de la capital en què aquest capellà decideix fundar un poblat. A aquest efecte porta a diversos frares de les ordres Dominico, Agustina i Belemitas, els qui formen el primer caseriu en 1719. No obstant això aquest assentament és destruït per un incendi en 1726. Com a conseqüència seus habitants es dispersen anant uns cap al nord per formar el caseriu de la Ceiba i altres es queden per un altre cop crear un poblat en el mateix lloc, denominat "Cremats" o "Cremat Vell". En 1765 es nomena al poblat cap de partit amb el nom de Cremats de Marianao. Per aquesta fitxa ja existia en el lloc una ermita. En 1789 s'eleva la seva església a parròquia sota l'advocació de Sant Francesc Xavier.

## Seglexviii
Marianao es converteix en el centre de reunió de les famílies de l'Havana que anaven allí atretes parell l'excel·lència de les aigües del Pocito, una deu del riu Quibú les aigües servien per al tractament de malalties de l'estómac, i també pels balls i festes que es donaven en la temporada d'estiu. Si a això se suma l'altura, la seva excel·lent clima i les brises que l'envolten, es comprèn el perquè del favor públic i l'accelerada construcció de cinquenes i habitatges de bon gust i excel·lent estructura, que van anar augmentant progressivament a partir de 1858.
El 1878 es constitueix com a municipi i adquireix auge industrial amb la fabricació a la zona de productes de terrisseria, ceràmica, ciment, perfums i altres articles. En 1879 hi havia a la ciutat 98/5 d'esbarjo al costat de la carretera que anava de la capital a Guanajay. En 1884 s'inaugura el tram del ferrocarril fins a la Playa.

## Principis del segle XX i la "Dansa dels Milions"
El 1902 el govern interventor nord-americà es va donar a la tasca de realitzar una nova divisió territorial de l'illa, que va modificar l'existència de nombrosos ajuntaments creats sota la llei municipal de 1878, però que en alguns casos no s'ajustaven ja a les realitats geogràfiques, històriques i econòmiques de les diferents localitats. Al territori de Marianao es van incorporar llavors els ajuntaments del Cano, Wajay i La Ceiba, la qual cosa va elevar l'àrea a 160 km².
En aquesta localitat, en els terrenys propers al Campament de Columbia, va desenvolupar el científic cubà Carlos J. Finlay algunes de les seves investigacions fonamentals que el van portar al descobriment de l'agent transmissor de la febre groga. Per això existeix, en la intersecció dels carrers 100 i 31, un gran obelisc dedicat a la seva memòria.
L'establiment del campament militar de Columbia en aquesta zona va donar lloc a l'increment de l'activitat urbanística originant densos nuclis de població entorn d'aquest. En el període de 1903 a 1915 es va construir els repartiments: Columbia, Almendares, Santa Caterina de Bonavista, Larrazábal, Sant Josep, Jesús Maria, Els Forns, Miramar, La Serafina, Clarisa i Oriental Park. Al Campament Columbia neix el 19 desembre 1910 José Lezama Lima qui arribés a ser una de les figures més importants de la literatura cubana contemporània juntament amb Alejo Carpentier, Virgilio Piñera, Eliseo Diego, Cintio Vitier, entre d'altres.
Amb l'adveniment de l'etapa coneguda com la "Dansa dels Milions" entre 1914 i 1918, produïda per l'augment del preu del sucre a conseqüència de la Primera Guerra Mundial, es van fer impressionants inversions en obres d'urbanització de noves àrees i construcció de sumptuoses residències a Marianao. Es van edificar els repartiments La Serra, Gespes i Ampliació de Miramar, la segona ampliació del repartiment Almendares i la urbanització del repartiment Altures del Riu Almendares. Així mateix es van construir els repartiments rústics Country Club, avui Cubanacán i la Coronela. A l'una d'aquest redisseny, les zones bases de la població, com Pocito, Coco Sol, Els Cremats i barris com Bonavista, Pogolotti, La Lisa, La Ceiba, que eren seients de famílies humils, continuaven sota el signe de l'endarreriment i la misèria. En aquestes localitats eren pèssims els escassos serveis públics que es rebien.

## Segle XX
En la segona dècada del segle XX els jesuïtes decideixen construir un nou local del Col·legi de Betlem que funcionava a l'Havana Vella. El lloc escollit va ser el barri de La Ceiba al municipi de Marianao. El nou recinte es va construir a l'elevat preu de més d'un milió i mig de dòlars. En aquesta escola va cursar estudis Roberto Goizueta i Fidel Castro, qui la nacionalitzaria el 3 de maig de 1961 per a convertir-la en una acadèmia militar.
A partir de 1945, va continuar desenvolupant-se el moviment urbanístic a Marianao, van sorgir els repartiments Altures de Lasalle, Altures de Betlem i Altures de la Lisa, El Nàutic, Altures del Bosc, Flors i Santa Felicia, Terrenys del Pont de la Lisa i Altures de Marianao, el Palmar i Brises de Marianao.
Durant l'administració de Francisco Orúe, iniciada el 1948, gran part de la població va començar a aixecar les seves cases de llauna i deixalles als marges del riu Quibú (barris de Pocito i Coco-Sol), a causa de la pèssima situació econòmica per la qual travessaven, sorgint els anomenats barris de "arriba i posa", tan propicis a les malalties i al vici.
El desenvolupament urbà de Marianao es va produir de forma anàrquica, sense pla regulador que facilités el trànsit ni procurés àrees d'esbarjo al veïnat.

## Divisió del municipi
El 1976, amb l'actual Divisió Polític-Administrativa de Cuba, el territori del municipi de Marianao va ser dividit en tres municipis:
Playa, des de la riba occidental del Riu Almendares fins al carrer 76.
Marianao, des del carrer 76 fins al pont de la Lisa.
La Lisa, des del pont amb el mateix nom fins als límits amb la província de l'Havana.
El municipi actual està compost administrativament pels Consells Populars de Els Cremats, Los Angeles, Pocito, Palmar, Zamora, Cocosolo, Santa Felicia, Llibertat, Pogolotti, Repartiment Finlay, Curaçao i Altures de Betlem.

## Actualitat
Fins a l'any 2002 en el municipi hi habitaven 549.469 persones. Amb una taxa d'atur mitjana de l'0,4%, més de 10.000 habitatges en estat regular o dolent pel que va ser necessari realitzar un procés d'intervenció Urbanística del Municipi.
Existeixen en el Municipi 1789 discapacitats d'ells 482 enllitats. Marianao compta amb un dels centres de major especialització en tot el país per a la cura i tractament de persones amb retard mental.
Tenim la presència del destacat investigador i màster en ciències mèdiques Dr. Jonathan Pi Àvila.
Al sud del seu territori, fora del nucli urbà es troba al Central Sucrera Manuel Martínez Prieto, únic a la província, que en l'actualitat només es dedica al refinament de sucre. L'institut d'Investigacions de la Canya de Sucre. La fàbrica de components electrònics i assemblatge conegut com a COPEXTEL on a més es troben tres plantes de servei de comunicacions cel·lular de fabricació italiana i diverses plantes de processament gràfic de la més alta tecnologia a nivell mundial. El Centre Nacional de Capacitació Informàtica del Ministeri de Comunicacions, una instal·lació molt moderna que inclou un hotel de luxe per als estudiants.
També trobem la Universitat Tecnològica de la Capital Cubana, l'Institut Superior Politècnic José Antonio Echeverría conegut com la CUJAE, primer del seu tipus al país.
Compta amb l'escola clàssica d'Arts Plàstiques coneguda com a Sant Alejandro i una dependència del Ballet Nacional de Cuba que dirigeix la filla d'Alicia Alonso, Laura Alonso, aquesta escola és per a nens, nenes i adolescents amb vocació per al ballet i amb el conservatori elemental de música Alejandro García Caturla.
La majoria de la població creient del municipi practica la religió afrocubana coneguda com a santería es donen excel·lents balls per als orishas en cases i solars que els marianenses gaudeixen i participen, hi ha més de 55 babalawos consagrats i unes 30 cases d'arrel religiosa. Es practica al municipi la religió abbakua particularment als barris de Pocito i Palmar on hi ha tres plantes de diferents arrels.